# Un tată de familie
A Family Man (cunoscut și drept The Headhunter’s Calling) este un film american de dramă din 2016, regizat de Mark Williams, avându-i drept protagoniști pe Gerard Butler și Willem Dafoe.